# シオエリ・ヴァカラヒ
シオエリ・ヴァカラヒ（Sioeli Vakalahi、1998年5月15日 -）は、ジャパンラグビーリーグワン横浜キヤノンイーグルスに所属するラグビー選手。

## プロフィール
- トンガ出身[1]。
- ポジションはフランカー(FL)、 プロップ(PR)。
- 身長178cm、体重110kg
- U20日本代表に選ばれたことがある[2]。

## 来歴
2018年、目黒学院高校卒業後、福岡工業大学に入る。なお目黒学院高校時代、高校日本代表に選ばれたことがある。
2022年、福岡工業大学卒業後、横浜キヤノンイーグルスに加入。
2023年1月7日に行われたJAPAN RUGBY LEAGUE ONE第3節東京サンゴリアス戦にて途中出場で日本での公式戦初出場を果たした。